# Людовик XIV и его век
«Людовик XIV и его век» (фр. Louis XIV et son siècle) — исторический очерк французского писателя Александра Дюма-отца, впервые опубликованный в 1844 году в парижском издательстве Dufour et Fellens.
В предисловии Дюма рассказывает, что его цель — дать полномасштабную характеристику эпохе правления Людовика XIV (1643—1715). Литературоведы констатируют, что с этой задачей он справился не в полной мере. Примерно четверть всего текста посвящена эпохе Людовика XIII — семейной жизни этого короля и обстоятельствам, связанным с появлением на свет его сына. Примерно столько же внимания Дюма уделил событиям, относящимся к малолетству Людовика XIV, — главным образом Фронде. События последующих лет описаны неравномерно, отдельные важные темы только вскользь упоминаются. В первую очередь Дюма интересовала личная жизнь главного героя. Все психологические характеристики в его изложении упрощены, так что каждый исторический деятель оказывается обладателем одной черты характера, превалирующей над остальными.
В один год с «Людовиком XIV и его веком» был опубликован роман «Три мушкетёра». В последующие годы Дюма написал романы «Двадцать лет спустя» и «Виконт де Бражелон», действие которых происходит в ту самую эпоху. В работе он использовал материал из своего исторического труда. При этом другая связь между этими произведениями не прослеживается.